# イムリ
『イムリ』は、三宅乱丈による日本のSFファンタジー漫画作品。『コミックビーム』（エンターブレイン）にて、2006年8月号から2020年8月号まで連載された。第13回（2009年）文化庁メディア芸術祭マンガ部門において優秀賞を受賞した。2018年7月時点で累計発行部数は100万部を記録している。
作品は二重惑星マージとルーンを舞台に、カーマ・イムリ・イコルの三種族を巻き込んでゆく星間戦争をカーマの少年デュルクの視点を通して描く。カーマに伝わる「侵犯術」を描く超能力フィクションであり、また主人公デュルクの冒険を描く英雄譚でもある。支配民カーマの権力者たちが織りなす血みどろの宮廷劇と並行して、先住民イムリの諸部族の文化を民族誌のように描いてゆく。

## あらすじ
惑星マージの支配種族「カーマ」は、精神を操作する「侵犯術」を操る呪師を頂点に、奴隷種族「イコル」を最下層とする階層社会を形成している。カーマは長い氷期から脱した隣星ルーンへの再入植を始める。カーマの呪師候補生デュルクは政争に巻き込まれ、反逆者として原住民族「イムリ」の間に逃れる。古代戦争の秘密を知ったデュルクはイムリのカーマに対する抵抗運動に巻き込まれていく。

## 登場人物

### 呪師系
デュルク
カーマの権力者層「呪師衆」の家に生まれ、寄宿学校に入学したばかりの新候補生。生まれつきエリートとして育てられた。世間知らずな面がある。入学当初から非凡な才能を示すが、決してそれに奢ることなく、常に他人への思いやりを欠かさない心優しい性格。幼い頃から一度も訪れた事の無い筈のルーンの夢を見るなど、普通のカーマに無い現象が多く見られる。
ラルド
強力な彩輪を持つ覚者。候補生時代は成績優秀で知られていたが、とある事情から覚者のまま昇進が止まっている。とはいえ、呪師衆からは重用されている。カーマ社会に蔓延する閉塞感を深く憂いており、それを打破する者としてデュルクに強い期待を寄せている。デュルクと共にルーンへ研修旅行へ行く。
イマク
ラルドに仕える呪仕。温和な性格で、他人に辛く当たりがちなラルドをフォローする役割を持っている。ラルドとは志を同じくする同志でもある。
オレイグ
デュルクの父。呪師衆。デュルクに対し、定期的に促迫をかけて思想調査を行っている。
ピアジュ
デュルクの母。特殊な「夢」を見る能力を持っている。
ミューバ
デュガロの養女。デュルクと瓜二つの顔を持つ。幼い頃からデュルクの夢の中にたびたび姿を表していた。デュルクの事は初対面以前から知っており、思慕の念を募らせていた。感情の起伏が非常に激しい。
デュガロ
ルーン星の大師の一人。ルーンにおける呪師系のリーダー格と言える存在。一見好々爺然とした風体だが、その内実は機転の効く策略家。彼もまた、デュルクに期待をかける一人である。
ガラナダ
デュガロの部下である呪師。賢者に仕える従師の家に生まれるが、父と兄は「抗体」を巡る呪師系の陰謀に巻き込まれ奴隷化、ガラナダも奴隷化されかけたところをデュガロに救われ、以来その部下となる。「名」を覚えるという元従師としての特技に加え、軍略にも長けており、デュガロの懐刀として辣腕を振るう。
ガヴィド
寄宿学校でデュルクと同室になった候補生。郡民の家の出身で、家族の期待を一身に背負う一方、その出自にコンプレックスを感じてもいる。
ドネーク
寄宿学校の上級生。父親が呪師衆で、その事を笠に着ている。「誘導」を使った下級生いびりが趣味で、それを邪魔するデュルクとは何かと衝突している。
賢者
名目上はカーマの最高権力者だが、現在の賢者は赤ん坊の頃に一族を暗殺され、以来呪師系によって重要な事は何も知らされず、呪師系の傀儡となるよう育てられる。
トパロ
浄化師長（じょうかしおさ）。抗体の研究をさせるため、呪師衆達によって15年間もデュガロの城で軟禁状態にされている。偏屈な皮肉屋で、弟子をクーデターで失って以来、話相手に飢えている。
ゾルヴァグ
ゾンヌルグ大師の息子の呪師。“力”を手にしてしまったデュルクを危険視し、その抹殺を企てる。

### 軍事系
ババド
ルーンの軍隊師。バニエストクの孫であり、ドルガンの甥でもある。短気な性格で、自分より階級が下の者にしばしば当り散らしている。部下を奴隷化されたことのあるガラナダを憎んでいる。クーデターにおいて、自身の彩輪を命令彩輪に鍛えさせるべく、ラルドとイマクを拉致する。
バニエストク
軍事系の頂点である大大師。ルーンの実権を呪師系に渡す事を良しとせず、呪師系に対してクーデターを画策する。
ドルガン
軍事系の大師。ババドの叔父であり、直属の上司でもある。万が一の際の策を欠かさない慎重な性格。

### イムリ
旅のイムリ
その通称どおり、イムリ大陸の各地を旅して歩く旅人。人相が悪く警戒心が強いが、一度心を開いた相手には協力を惜しまない気のいい面を見せる。イムリ大陸はほぼ踏破しており、大陸の外へ行きたがっている。旅人だけに、地理や各地に伝わる伝承に詳しい。クーデターが起こった際、さらわれたラルド達を追うデュルクに道案内を頼まれる。カーマの対イムリ政策を疑っており、当初はデュルクに対しても反感を抱いていたが、旅を続けるうちにその人柄に触れ、打ち解け合う。幾多の危機をくぐり抜け、友情の芽生えたデュルクに、本来は肉親にしか教えない本当の名「ドープ」を教える。
入り江のイムリ
入り江の村のイムリで、村人からは狩りのイムリとも呼ばれる。旅のイムリとは旧知の仲で、子供達に祭りの花火を見せようと新都市近くに来ていたところを、デュルクと同行した旅のイムリに出会う。

## 用語

### 民族
カーマ
支配民族。4000年前の古代戦争で惑星ルーンを凍結し、隣の星マージへ移住した。日常的な星間旅行を実現できるほどの高度な文明を築く。“侵犯術”によって強固な身分階級制度を布いて、内部では権力闘争が絶えない。
イコル
カーマにおける階層社会の最下層を構成する奴隷民族。幼少のうちは“イコル区”と呼ばれる地域で育つが、一定の時期が来れば、例外なく奴隷化が義務付けられる。
イムリ
ルーンの原住民。古代にはカーマと激しく争った。ルーンが凍結した後も、氷河期を細々と生き延びて現在に至る。必ず双子で生まれ、その双子に起きた出来事を夢で見るなどのさまざまな特徴があるが、近年はカーマ主導による都市化が進み、古いしきたりや彼ら独自の術が禁じられることで、その特徴は失われつつある。

### 地理
マージ
ルーンの隣星。古代戦争以降、カーマが移住しその居星となった。すべての物質が浄化されており、生命の宿らない星となっている。
ルーン
かつてカーマの母星であった星。カーマとイムリによる古代戦争の結果、星全体が凍結した。近年氷が溶け始め、カーマの帰還が進みつつある。
イムリ大陸
インガ島
アーツウォーネス
イチイウォーネス
ザムリル大陸

### 光彩・彩輪
光彩（こうさい）
全ての物質が持っているエネルギー。今作における全ての特殊能力やテクノロジーの原動力となる。
浄化（じょうか）
物質が持っている「光彩」を無効化する事。
摘出（てきしゅつ）
対象の光彩（または彩輪）を個体の外に出す事。
適合（てきごう）
摘出した対象の光彩（または彩輪）と自分の彩輪を混合させる事。
共鳴（きょうめい）
適合した対象の光彩（または彩輪）と自分の彩輪を同調させる事。

彩輪（さいりん）
生物が持っている、強化可能な「光彩」の総称。
基本彩輪（きほんさいりん）
強化彩輪を作るための土台となる彩輪。
名の彩輪（なのさいりん）
基本彩輪を自分の「名」で鍛えることで作られる彩輪。他人の彩輪を「摘出」して混ぜ合わせ、同調できた分を自分の「名」を叫びながら取り込むことで、鍛え上げる。この時、出来る限り相手の彩輪を奪うようにして取り込むため、取り込まれた相手は気分の変調を起こす。

強化彩輪（きょうかさいりん）
鍛えられることで基本彩輪から分離した彩輪。カーマは基本的に自分の「名」で彩輪を鍛える。強化彩輪の強度は鍛える時に取り込む相手の彩輪の強度で決まる。例えば、軍事系幹部は「命令彩輪」を持っているが、それは「誘導彩輪」を取り込んで作られたものであるため、「促迫彩輪」を取り込んで作られた呪師の「命令彩輪」よりも強度は弱い。
誘導（操守）彩輪（ゆうどう（そうしゅ）さいりん）
強化彩輪の第一段階。他者の彩輪を「摘出」する。
促迫（侵犯）彩輪（そくはく（しんぱん）さいりん）
強化彩輪の第二段階。他者の彩輪と「適合」する。作り方は、強化彩輪で他者に「接触摘出」を行い、そのまま他者の彩輪と「適合」、そして自分に「共鳴」させる。
命令（支配）彩輪（めいれい（しはい）さいりん）
強化彩輪の第三段階。他者の彩輪と「共鳴」する。作り方は、自分の彩輪を他者に「接触摘出」させ、そのまま相手の力で「適合」、そして「共鳴」させ、彩輪を自分に戻させる。

### 特殊能力
侵犯術（しんぱんじゅつ）
強化彩輪を使って他者の精神を操る技術。カーマ社会の支配体制の根拠であり、根幹である。古代戦争の時代ではイコルも使用していた。最初に術の種類を叫び、続いて術をかける対象の名前を呼べば術が発動する。そのため、術をかけるにはまず対象の名前を知らなければならない。ただし、イコルのように個人の名前を持たない者は、属する民族の名前で術にかかる。術の成否は術者とかけられた者の彩輪の強弱で決まり、術者よりもかけられた者の彩輪が強いと彩輪の逆流が起こり、逆に術者が術にかけられる結果となる。
誘導
誘導彩輪で他者の彩輪を摘出し、行動を操る。促迫とは異なり、術をかけられた者の意識は残っている。
促迫
促迫彩輪で他者の彩輪と適合し、精神を操る。術をかけられた本人には操られたという自覚は無く、かけられた間の記憶も無い。二度重ねてかけられた者は彩輪が“混迷彩輪”となる。“混迷彩輪”の効力は丸1日続き、その間は術者に与えられた命令文句の内容に沿って行動するようになる。やはり本人には術をかけられた自覚がまったく無い。三度重ねてかけられると、相手の彩輪の硬化が始まる。硬化した彩輪は二度と回復しない。硬化が終わるまでに命令文句を言わなければ、“無効化彩輪”となるため、命令文句を言って奴隷化する。奴隷化された者は一切の自由意志が失われ、ただ与えられた命令に従うだけの存在となる。他人によって先に“混迷彩輪”をかけられた者にさらに促迫をかけることは危険である。先に術をかけた者よりも術者の彩輪が強い場合は“混迷彩輪”を「ほどく」ことが出来るが、その逆の場合は、術にかけられた者から術者の彩輪が侵されてしまう。
命令
命令彩輪で他者の彩輪と共鳴し、即時奴隷化する。3連続の促迫と効力は同じだが、こちらは一回で彩輪が硬化する。

イムリの術
自分の光彩を物質に共鳴させることで発動する術。イムリ達はこれを「でろでろ」と呼び、「星と仲良くする」ためのコミュニケーションの手段と捉えている。カーマではこの術を「共鳴術」と呼び、侵犯術の基礎として学習する。基本的に、ルーンにある浄化されていない物質であればどれでも発動できるが、有用なのは石・土・木・金の4つであり、イムリ達はこれを“友達”と呼んで他の物質と区別している。また、逆に物質の光彩を自分に共鳴させることでも発動し、先の方法とはまた違った効果を発揮する。カーマはこれを「逆共鳴」と呼んでいる。いずれにせよ、術をかけた後、“友達”に感謝を捧げるのがイムリ達の慣習である。
石
火を起こす。逆共鳴では自分の体を温める。
土
あらかじめ掘った窪みに水を染み出させる。
木
木の実を地面に落とす。
金
硬い物を切る。逆共鳴では傷口を塞いで血を止める。
水
風邪を引いてしまう。イムリ達は“友達”以外の物質に不用意に共鳴しないよう、子供に敢えて水を共鳴させてしつける。
星
婚礼の際に行われる「大地の誓い」と呼ばれる儀式で、星の光彩を自分に共鳴させる。これを夫婦2人で行う事で、互いの出来事を夢で見るようになり、さらにその子供は必ず双子で生まれてくるようになる。ある部族は、これを道に迷わないためのおまじないとして一人で行うという。

### 道具
抗体（こうたい）
カーマの賢者が代々身に付けている「賢者の証」。身に付けたものを命令彩輪から守る効力がある。ただし、発動にはある条件がある。
イムリの道具
古代戦争において、イムリが使用した兵器。全部で13種類が存在する。ある特殊な使い方があり、それを知らない限りは単なる変わった形の石ころに過ぎない。当のイムリですら、長い歴史の中でその存在を忘れ去っており、その知識は伝承の形で断片的に伝わるのみである。そのため、現在のイムリ達にとって「イムリの道具」とは、前述の“友達”の事を指す。呪師衆でさえ恐れるその威力は、物語が進むにつれ次第に明らかになってゆく。

### 生物
獣奴（じゅうど）
カーマが荷役として飼育する、大型で四足歩行の生き物。ゴツゴツとした岩のような表皮と、額に刻まれた“獣奴の印”が特徴。元はルーンの生き物で、イムリ達の間ではゴンガロと呼ばれている。イムリ達も“ゴンガロ馴らし”と呼ばれる術で馴らしたものを荷役に使う。野生のものは非常に獰猛で、イムリ達は“悪いゴンガロ”と呼んで恐れている。
夢見の虫（ゆめみのむし）
ルーンのいたるところに漂っている小さな虫。種から2枚の羽が生えた形をしており、常に発光している。光彩の力が強く宿っており、ルーンの生き物達はこの虫を食べる事で光彩の力を得ている。光彩の少ない場所に付くと地面に根を張る習性があり、光彩の力で動くカーマの機械の誤動作や故障の原因となるため、カーマの建物では浄化剤を蒔いてこれを抑制している。
コピコピ
トカゲの胴体にバッタの足と羽をくっつけたような生き物。毒を持っている。干した肉を食用にするが、非常に固いため食べるには機械などで切る必要がある。
根玉子（ねたまご）
イムリの間で食べられる球根状の根菜。これを網で焼いたもので、薄切りにしたコピコピの肉をはさんで食べると美味。

## 階層社会
マージ＝ルーン世界では、民族間の序列や民族内の階級によって強固な階層社会が形成されている。所属する階層によって、上下関係や職業、服装や髪型にいたるまで細かく規定されている。階級支配を可能にしているのは、上位階級が独占する侵犯術の強制力である。強固な階層社会の力学とその動揺は本作の主題の一つである。

### 民族間の序列
支配民族カーマが、奴隷民イコルとルーンの先住民イムリを徹底的に支配する。カーマはさらに、統治階級である呪師層と一般民（群民）に分かれる。呪師は能力によって群民からも選抜されるが、実際は代々の呪師出身者が重きをなしている。カーマの群民は社会のマジョリティであるが、呪師層に従属している。カーマとイコルの混血はまれに起こるものの、純血でなければカーマとは見なされない。

### 賢者
カーマ社会の最高権力者。伝説的な初代賢者より連なる一族のみがこの地位を世襲している。

### 呪師系
カーマの支配階層。侵犯術を独占している。古代戦争の真相は、この階層の一部のみにしか伝えられていない。
呪大師
呪師衆の第一人者で、呪師系の最高位者。カーマ社会で最大の実力を持つ。
呪師衆
最高位の呪師の合議体。カーマ社会の意思決定に直接携わる。
呪師
カーマ社会の統治階級。命令彩輪まで扱う事が許されている。
呪者
呪師に次ぐ階級。促迫彩輪まで扱える他、古代文献の閲覧が許されている。
覚者
候補生としての訓練を終えた者がこの階級となる。促迫彩輪まで扱う事が許されている。
候補生
将来呪師となるために侵犯術を学ぶ者達。誘導彩輪まで扱える。
浄化師
物質の光彩を研究・管理する専門家の集団。光彩に関する専門学知を独占している。促迫彩輪まで扱える。

### 軍事系
ルーンに駐留する非呪師系カーマ軍人たち。ルーン再開拓の監督と防衛のために強化彩輪を与えられた。開拓が進むにつれ呪師系に拮抗する勢力を持ち、ルーン統治の実権を巡って呪師系と対立するに至る。
大大師（だいたいし）
ルーン統治の最高責任者の地位で、軍事系によって押さえられていた。
大師
ルーンの各地方を治める長官。軍事系出身の者と呪師系出身の者があり、ともに命令彩輪まで扱える。
軍隊師
ルーンに駐留する軍隊の指揮官。促迫彩輪まで扱える。
監督者
一般の兵を直接指揮する隊長格。誘導彩輪まで扱える。

### その他のカーマ
軍隊
呪師系・軍事系が将校となる。兵力の基幹は一般のカーマからなり、強化彩輪は許されないが名の彩輪を強化している（カーマ兵）。戦闘用に奴隷化されたカーマ・イコルも配置される（奴隷兵）。
従師、給仕、呪仕、衛士
賢者、呪師の用人として仕えるカーマ。
群民
一般のカーマ。商工農業や軍事、呪師層へのサービスに従事する生産者階級。さらに細かく階級で区分されている。職位に応じて促迫彩輪を与えられることがある。

### イコル
すべてのイコルは、マージとルーンの両星において、専用の居住地区に強制的に収容されているか、侵犯術によって奴隷化されカーマに使役されている。

### イムリ
カーマは、イムリに対しては交易や接遇を施し、表向きはイコルに対するような剥き出しの暴力をふるっていないが、裏でイムリを恐れ絶滅政策を進めている。

## 書誌情報
- 三宅乱丈 『イムリ』 エンターブレイン→KADOKAWA〈ビームコミックス〉、全26巻
  1. 2007年7月25日初版発行、ISBN 978-4-7577-3636-8
  2. 2007年7月25日初版発行、ISBN 978-4-7577-3637-5
  3. 2008年1月30日初版発行、ISBN 978-4-7577-3970-3
  4. 2008年6月25日初版発行、ISBN 978-4-7577-4297-0
  5. 2008年12月25日初版発行、ISBN 978-4-7577-4611-4
  6. 2009年6月25日初版発行、ISBN 978-4-7577-4934-4
  7. 2010年1月29日初版発行、ISBN 978-4-04-726277-5
  8. 2010年7月24日初版発行、ISBN 978-4-04-726668-1
  9. 2011年2月25日初版発行、ISBN 978-4-04-727072-5
  10. 2011年8月25日初版発行、ISBN 978-4-04-727472-3
  11. 2012年2月25日初版発行、ISBN 978-4-04-727938-4
  12. 2012年10月25日初版発行、ISBN 978-4-04-728288-9
  13. 2013年3月25日初版発行、ISBN 978-4-04-728787-7
  14. 2013年9月26日初版発行、ISBN 978-4-04-729137-9
  15. 2014年5月7日初版発行、ISBN 978-4-04-729590-2
  16. 2014年11月6日初版発行、ISBN 978-4-04-729968-9
  17. 2015年5月7日初版発行、ISBN 978-4-04-730358-4
  18. 2015年12月4日初版発行、ISBN 978-4-04-730807-7
  19. 2016年5月25日初版発行、ISBN 978-4-04-734108-1
  20. 2016年11月25日初版発行、ISBN 978-4-04-734342-9
  21. 2017年5月25日初版発行、ISBN 978-4-04-734643-7
  22. 2017年12月11日初版発行、ISBN 978-4047349339
  23. 2018年7月12日初版発行、ISBN 978-4-04-735250-6
  24. 2019年2月12日初版発行、ISBN 978-4-04-735481-4
  25. 2019年11月11日初版発行、ISBN 978-4-04-735775-4
  26. 2020年8月12日初版発行、ISBN 978-4-04-736224-6

## 舞台化
2017年7月26日から31日にかけて、俳優座劇場にて舞台化された。脚本・演出を末原拓馬、総合監修をなるせゆうせいが担当した。
キャスト
- デュルク - 内海啓貴
- ミューバ - 谷佳樹
- ラルド - 秋沢健太朗
- イマク - 北乃颯希
- ピアジュ - 緒月遠麻
- ガラナダ - 塩田康平
- ドープ - 塩崎こうせい
- ガヴィド - 西野太盛
- ババド ほか - 高田淳
- ドルガン ほか - さひがしジュンペイ
- バニエストク ほか - 松山コウ
- デュガロ - 和興
- アンサンブル - あまりかなり、真貝勇太郎、杉本純一、近松孝丞、外村海、前嶋優冶